# Teratophyllum wilkesianum
Teratophyllum wilkesianum là một loài dương xỉ trong họ Dryopteridaceae. Loài này được Holttum mô tả khoa học đầu tiên..
Danh pháp khoa học của loài này chưa được làm sáng tỏ. 

## Môi trường sống
Loài cây này thường sống ở môi trường sinh thái nhiệt đới ẩm ướt như S. Pacific, Quần đảo Cook, New Caledonia, Samoa, quần đảo Society, quần đảo Tubuai.